# Šachtars'k
Šachtars'k (in ucraino  Шахтарськ?) o Šachtërsk (in russo Шахтёрск?) è de iure una città dell'Ucraina della regione storica del Donbass, situata nell'oblast' di Donec'k e nel distretto di Donec'k, ma dall'aprìle 2014 è de facto parte della Repubblica Popolare di Doneck a sostegno della Russia. Ha una popolazione di circa 48.000 abitanti. Fino al 1953 si chiamava Katyk.